# Ценная бумага
Це́нная бума́га — документ, удостоверяющий, с соблюдением установленной формы и обязательных реквизитов, имущественные права, осуществление или передача которых возможны только при его предъявлении.
Гражданский кодекс РФ также определяет, что с передачей ценной бумаги все указанные ею права переходят в совокупности. В определённых случаях для осуществления и передачи прав, удостоверенных ценной бумагой, достаточно доказательств их закрепления в специальном реестре (обычном или компьютеризованном).
Ценные бумаги удобны в организации и функционировании коммерческих субъектов — акции, могут быть кредитными — облигации, вексели и т. д. — либо платёжными средствами — чеки. Они обеспечивают упрощённую и оперативную передачу прав на материальные и иные ценности.
Российский рынок ценных бумаг регулируют следующие нормативные документы:
- Гражданский кодекс РФ Глава 7 «Ценные бумаги»
- Федеральный закон № 39-ФЗ «О рынке ценных бумаг» от 22.04.96 г.
- Федеральный закон № 208-ФЗ «Об акционерных обществах» от 26.12.95 г.

С юридической точки зрения ценная бумага может рассматриваться как титул имущественных прав, а также как движимое имущество. Однако гражданское законодательство не содержит определения ценной бумаги. С экономической точки зрения ценная бумага — представитель капитала.
Ценные бумаги как экономическая категория — это право на долю совокупного капитала, полученного в результате первичного размещения данных бумаг, а также на распределение и перераспределение прибыли, которую даёт такой капитал. Это право обосабливается от своей натуральной основы (денег, оборудования, патентов и т. п.) и даже имеет собственную материальную форму (например, в виде бумажного сертификата, записи по счетам и т. п.), а также имеющие следующие фундаментальные свойства (см. раздел ).

## Признаки ценной бумаги
В юридической литературе выделяют признаки ценной бумаги:
- документарность;
- воплощает частные права;
- необходимость презентации;
- оборотоспособность;
- публичная достоверность.

Документарность — ценная бумага есть документ, то есть официально составленная уполномоченным лицом в соответствии с реквизитами запись, имеющая правовое значение;
Воплощает частные права — ценная бумага ценна не сама по себе, а в силу того, что воплощает субъективные гражданские права имущественного (обязательственные и вещно-правовые) и неимущественного характера (например, право на участие в управлении обществом);
Необходимость презентации — предъявление ценной бумаги обязательно для осуществления закреплённых в ней прав;
Оборотоспособность — ценная бумага может быть объектом гражданско-правовых сделок;
Публичная достоверность — по отношению к надлежащим образом легитимированному обладателю ценной бумаги обязанное по ценной бумаге лицо может выдвигать лишь такие возражения, которые вытекают из содержания самого документа или касаются действительности бумаги, либо основаны на непосредственных отношениях между должником по ценной бумаге и её обладателем.

## Эмиссия ценных бумаг
Выпуск ценных бумаг (эмиссию) обычно рассматривают как инструмент привлечения финансовых ресурсов.
Эмитентом ценной бумаги может быть государство, органы власти, юридические и физические лица.
Информация о размещаемых ценных бумагах обычно представлена в специальном документе — проспекте эмиссии. В нём сообщаются следующие данные:
1. общие сведения о ценной бумаге (категория, тип, форма выпуска, номинал, количество в выпуске);
2. права, предоставляемые ценной бумагой её владельцу;
3. данные об эмитенте ценных бумаг;
4. порядок хранения и учёта прав на ценные бумаги;
5. наименование организаций, осуществляющих учет прав на ценные бумаги (регистраторов);
6. данные об организациях, принимающих участие в первичном размещении ценных бумаг (андеррайтерах);
7. даты начала и окончания размещения ценных бумаг;
8. срок, условия и порядок погашения (если предусматривается);
9. сведения о стоимостных, условия и порядок оплаты ценных бумаг;
10. направления использования средств от размещения ценных бумаг;
11. сведения о доходах по ценным бумагам;
12. порядок налогообложения доходов по размещаемым ценным бумагам и др.

## Свойства ценных бумаг
Ценными бумагами признаются права на ресурсы, отвечающие следующим фундаментальным требованиям[что?]:
- обращаемость как способность продаваться и покупаться на рынке, а также выступать в качестве самостоятельного платежного инструмента;
- доступность для гражданского оборота как способность быть предметом гражданских сделок;
- стандартность как наличие стандартного представления, реквизитов, что делает её товаром, способным обращаться;
- документальность — ценная бумага есть документ;
- регулируемость и признание государством, что обеспечивает снижение рисков по ценной бумаге и повышение доверия инвесторов;
- рыночность — неразрывно связаны с соответствующим рынком, являются его отражением;
- раскрытие информации — должен быть обеспечен равный доступ к информации о ценных бумагах различных эмитентов;
- ликвидность — способность ценной бумаги быть быстро проданной и превращенной в денежные средства;
- риск — характеризует состояние неопределенности осуществления прав владельцем ценной бумаги и возможность потерь, связанных с инвестициями в ценные бумаги (чем выше риск, тем выше доходность);
- доходность — характеризует степень реализации права на получение дохода владельцем ценной бумаги. Доходность равна отношению дохода к затратам на покупку ценной бумаги.

## Права, закрепляемые ценными бумагами
Ценными бумагами могут быть закреплены следующие права:
1. право требования уплаты определенной суммы денег (облигации, векселя, чеки, сберегательные сертификаты, трастовые сертификаты и др.);
2. право участия в управлении и на получение части прибыли в виде дивидендов (акции);
3. вещное право, чаще всего право собственности или право залога на товары, находящиеся во владении другого лица, выступающего, например, в качестве перевозчика или хранителя. Такие ценные бумаги закрепляют права на получение определенных товаров и являются одновременно средством распоряжения товарами, то есть товарораспорядительными документами (коносаменты, свидетельства товарного склада и др.);

## Стоимость и цена ценных бумаг
Ценная бумага обладает двумя стоимостями: номинальной (нарицательной) стоимостью (стоимостью в качестве представителя действительного капитала) и курсовой (рыночной) стоимостью (стоимостью в качестве фиктивного капитала).
Нарицательная стоимость ценной бумаги (номинал) представляет собой ту сумму денег, которую ценная бумага обеспечивает при обмене её на действительный капитал на стадии её выпуска или гашения.
Рыночная стоимость ценной бумаги — это результат капитализации её имущественных прав. Она рассчитывается как сумма капитализации имущественных и прочих прав ценной бумаги.
Рыночная цена ценной бумаги — это денежная оценка её рыночной стоимости, которая рассчитывается по следующей формуле:
Цена = Рыночная Стоимость × (1 + Процент отклонений рыночной цены от стоимости)

## Методы оценки ценных бумаг
В мировой практике используется много методов оценки ценных бумаг, наиболее распространенные из которых:
- способ оценки по ожидаемой доходности;
- способ оценки на основе постоянного роста дивидендов;
- модифицированная модель оценки ценных бумаг.

Обычно оценкой стоимости занимаются инвестиционные банки или независимые аналитические агентства, которые предоставляют независимую аналитику стоимости ценных бумаг.

## Реквизиты ценных бумаг
Ценная бумага должна содержать предусмотренные законодательством обязательные реквизиты и соответствовать требованиям к форме ценной бумаги, в противном случае она является недействительной. Реквизиты ценной бумаги можно условно разделить на экономические и технические.
Технические реквизиты — номера, адреса, печати, подписи, наименование обслуживающих организаций и т. п.
Экономические реквизиты:
- форма существования;
- срок существования;
- принадлежность;
- обязанное лицо;
- номинал;
- предоставляемые права.

## Классификация ценных бумаг
Ценные бумаги можно классифицировать по следующим признакам:
- срок существования: срочные (краткосрочные, среднесрочные, долгосрочные и отзывные) и бессрочные;
- форма существования: документарная и бездокументарная;
- порядок фиксации владельца: именные (владелец фиксируется на бланке или в специальном реестре), предъявительские (владельцем признаётся непосредственный держатель), ордерные (обязательство исполняется по приказу оговоренного лица, которое может передать право приказа другому лицу). В качестве ордерных ценных бумаг могут обращаться, например, векселя, коносаменты, чеки;
- форма обращения (порядок передачи): передаваемые по соглашению сторон (путём вручения, путём цессии) или ордерные (передаваемые путём приказа владельца — индоссамента);
- форма выпуска: эмиссионные или неэмиссионные;
- регистрируемость: регистрируемые (государственная регистрация или регистрация ЦБ РФ) и нерегистрируемые;
- национальная принадлежность: российские или иностранные;
- вид эмитента: государственный (федеральный или муниципальный) и негосударственный (корпоративный или частный);
- обращаемость: рыночные или нерыночные;
- цели использования: инвестиционные (цель — получение дохода) или неинвестиционные (обслуживают оборот на товарных рынках);
- уровень риска: безрисковые или рисковые (низкорисковые, среднерисковые или высокорисковые);
- наличие начисляемого дохода: бездоходные или доходные (процентные, дивидендные, дисконтные);
- номинал: постоянный или переменный;
- происхождение: основные и производные ценные бумаги.

Основные ценные бумаги — это ценные бумаги, в основе которых лежат имущественные права на какой-либо актив, обычно на товар, деньги, капитал, имущество, различного рода ресурсы и др. К основным ценным бумагам относятся:
- акция;
- облигация;
- вексель;
- банковские сертификаты;
- коносамент;
- чек;
- варрант;
- депозитный сертификат;
- сберегательный сертификат;
- закладная;
- трастовый сертификат;
- и др.

В свою очередь, основные ценные бумаги можно разбить на:
- Первичные ценные бумаги — основаны на активах, в число которых не входят сами ценные бумаги (обеспеченные активами).
- Вторичные ценные бумаги — основаны на первичных ценных бумагах.

Производная ценная бумага или дериватив — это бездокументарная форма выражения имущественного права (обязательства), возникающего в связи с изменением цены лежащего в основе данной ценной бумаги биржевого актива. К производным ценным бумагам относятся: фьючерсные контракты (товарные, валютные, процентные, индексные и др.), свободно обращающиеся опционы и свопы.
Также необходимо отметить деление ценных бумаг на виды по способу определения субъекта:
- ценная бумага на предъявителя (реализуется любым лицом);
- именная ценная бумага (может быть реализована только указанным в бумаге лицом);
- ордерная ценная бумага (может быть реализована указанным в бумаге лицом или назначенным им своим распоряжением другим управомоченным лицом).

Способы передачи прав другим лицам по указанным ценным бумагам:
- на предъявителя путём простой передачи;
- именная в порядке уступки требования (цессии);
- ордерная путём совершения на бумаге передаточной надписи (индоссамента).

Индоссамент может быть бланковым (без указания лица, которому должно быть произведено исполнение) либо ордерным (с указанием такого лица).
По финансовым отношениям ценные бумаги подразделяются на долговые (облигации, векселя, депозитные и сберегательные сертификаты и т. д.) и долевые (акции, опционы).
Ценные бумаги как права на ресурсы, позволяют классифицировать ценный бумаги по видам ресурсов:
| Вид ресурса            | Соответствующая ценная бумага                                                                                     |
| ---------------------- | --- |
| Земля                  | Закладная, ипотечная облигация                                                                                    |
| Недвижимость           | Закладная, ипотечная облигация, приватизационный чек, жилищный сертификат                                         |
| Имущественный комплекс | Акция |
| Продукция              | Коносамент, складское свидетельство                                                                               |
| Деньги                 | Облигация, нота (T-note, среднесрочная облигация), вексель, депозитный сертификат, чек, коммерческие бумаги, т.п. |

## Ценные бумаги в контексте российского законодательства
Согласно российскому законодательству к ценным бумагам относятся:
- Акция
- Банковская сберегательная книжка на предъявителя
- Вексель
- Депозитный сертификат
- Закладная
- Инвестиционный пай
- Ипотечный сертификат участия
- Коносамент
- Облигация
- Опцион эмитента
- Простое складское свидетельство
- Двойное складское свидетельство и обе его части — складское свидетельство и варрант
- Приватизационные ценные бумаги
- Российская депозитарная расписка
- Сберегательный сертификат
- Чек

## Бездокументарные ценные бумаги
Ценная бумага может не иметь физической бумажной формы. В этом случае право собственности фиксируется исключительно регистратором, а владельцу выдётся документ, свидетельствующий о закреплённом праве.
Операции с бездокументарными ценными бумагами могут совершаться только при обращении к регистратору.

### Правовые документы
- Гражданский кодекс Российской Федерации (часть первая) от 30.11.1994 N 51-ФЗ, Глава 7.
- Гражданский кодекс Российской Федерации (часть вторая) от 26.01.1996 N 14-ФЗ, Статья 912.
- Федеральный закон «О рынке ценных бумаг» от 22.04.1996 N 39-ФЗ
- Федеральный закон «Об ипотеке (залоге недвижимости)» от 16.07.1998 N 102-ФЗ, Глава III.
- Федеральный закон «Об инвестиционных фондах» от 29.11.2001 N 156-ФЗ, Статья 14.
- Федеральный закон «Об ипотечных ценных бумагах» от 11.11.2003 N 152-ФЗ